# Corybas dienemus
Corybas dienemus är en orkidéart som beskrevs av David Lloyd Jones. Corybas dienemus ingår i släktet Corybas, och familjen orkidéer.
Artens utbredningsområde är Macquarieön. Inga underarter finns listade i Catalogue of Life.